# 麥紀蘭
麥紀蘭（1933年11月2日—），加拿大卑詩省廣播業者、新聞工作者、政治人物，卑詩社會信用黨籍。
生於亞伯達省卡加利。1969至1972年任蘭里市市議員。1972至1986年任卑詩省省議會議員。1973年競選黨魁，但未當選。後擔任衛生廳長、能源、礦業及石油資源廳長、勞工廳長、工業及小型企業發展廳長。